# حلقة (مسلسل تركي)
حلقة (بالتركية: Halka)‏ هو مسلسل تلفزيوني درامي تركي بدأ عرضه في 15 يناير عام 2019م على قناة تي أر تي 1 من بطولة هاندا أرتشيل وسيركان شاي أوغلو ونازان كيسال وكان يلدرم.

## القصة
تدور قصة مسلسل حلقة (halka) حول قصة منظمة اسمها حلقة انها منظمة تعمل بالتجارة الغير قانونية.
الهان أحد أعضائها أمر اسكندر بقتل إيران من أجل انتقام شخصي وترك إيران ورائه زوجة وطفل (كاهان) وبعد تنفيذه للأمر ترفع اسكندر ( لديه ابنة اسمها مُجدة) وأصبح بمقامة الهان (لديه ابن اسمه جيهانجير). بعد مرور عدة سنوات دخل كاهان السجن ظلمًا وبعد معرفة الشرطة من بكون والده عرضوا عليه الانتقام لموته بدخوله منظمة الحلقة كي يسقطها وكي تعاقب قانونيًا ووافق دون العلم أنه سيعمل مع جيهانجير وأن يصبحوا اصدقاء الشيء الذي سيشعره بالذنب لأنه يومًا ما سيضطر لتسليمه إلى الشرطة(جيهانجير ايضًا سيعمل مع الحلقة لأن والده كبره على هذا الأساس ولكنه يسعى سريًا إلى دمار الحلقة)
ومن جهة لدينا مُجدة التي تود متابعة أعمال والدها الذي يحاول حمايتها باستمرار ستساعد عدة مرات جيهانجير في خططه الشيء الذي يؤدي إلى وقوعهما في حب بعضهما بعد مرور الوقت

## الشخصيات
| الممثل            | الدور           | عدد الحلقات |
| ----------------- | --------------- | ----------- |
| نازان كيسال       | حميرة كارابولوت | 1-19        |
| سيركان شاي أوغلو  | جيهانجير تيبيلي | 1-19        |
| هاندا ارتشيل      | مٌجدة أكاي       | 1-19        |
| كان يلدريم        | كان كارابولوت   | 1-19        |
| هازال سوباشي      | بهار بركيس      | 1-19        |
| أحمد ممتاز تايلان | جمال صندقجي     | 1-19        |
| بوراك سيرجن       | الهان تيبيلي    | 1-19        |
| أوموت كاراداغ     | اسكندر أكاي     | 1-19        |
| دنيز حمزة أوغلو   | آدم             | 1-19        |
| ليفانت أوكتم      | التيمور         | 16-19       |

## الحلقات
| رقم الموسم | عدد الحلقات | تاريخ بداية البث تركيا | تاريخ نهاية البث |
| ---------- | ----------- | ---------------------- | ---------------- |
| 1          | 19          | 15 يناير 2019          | 28 مايو 2019     |

## وصلات خارجية
الصفحة الرسمية للمسلسل Halka.
- halkadizi على تويتر.
- حلقة على إنستغرام
- على يوتيوب Halka